# Fort Belknap Agency
Fort Belknap Agency – jednostka osadnicza w Stanach Zjednoczonych, w stanie Montana, w hrabstwie Blaine.